# Partido Socialista (Países Baixos)
O Partido Socialista (holandês:Socialistische Partij, SP) é um partido de esquerda dos Países Baixos. Após as eleições de 2006, tornou-se um dos maiores partidos do país, elegendo 25 deputados em 150, mais baixou para 15 nas eleições seguintes. O partido opõe-se ao governo de Mark Rutte.

## História

### Fundação até 1994
O Partido Socialista foi fundado em outubro de 1971 como um partido maoísta com o nome de "Partido Comunista dos Países Baixos / Marxista-Leninista" (KPN/ML), na sequência de uma cisão do Movimento de Unidade Comunista dos Países Baixos / Marxista-Leninista, KEN(ml). O motivo da cisão foi um debate sobre o papel dos intelectuais na luta de classes - os fundadores do KPN/ML pertenciam à ala "proletária" do KEN(ml), que não queria um organziação dominada por estudantes e intelectuais. Em 1972 o KPN/ML mudou o seu nome para Socialistiese Partij (Partido Socialista). 
O SP desenvolveu uma rede de núcleos locais e de organizações "de frente", como sindicatos, associações de inquilinos e movimentos ambientalistas; tal resultou em ter conseguido ganhar representação em vários munícipios (nomeadamente em Oss) e algumas assembleias provinciais (como a do Brabante do Norte)). 
Desde 1977 que o SP tentou entrar no parlamento nacional, mas só o conseguiu 17 anos mais tarde. Em 1991 o partido deixou de se proclamar marxista-leninista.

### Depois de 1994
Nas eleições de 1994, o partido elegeu os seus primeiros dois representantes no parlamento,  Remi Poppe e Jan Marijnissen. Nos anos 90, o maior partido da esquerda holandêsa, o Partido do Trabalho, moveu-se para o centro, pelo que SP e a EsquerdaVerde tornaram-se alternativas para os eleitores mais à esquerda. Em 1998 o partido subiu para 5 deputados e em 1999 elegeu Erik Meijer para o Parlamento Europeu.
Mas eleições de 2002, o SP subiu para 9 deputados, resultado que manteve nas eleições seguintes em 2003 (contra as previsões que lhe chegaram a atribuir 24 deputados), tendo eleito 2 deputados nas eleições europeias de 2004.
No referendo de 2005 à Constituição Europeia foi o único partido da esquerda parlamentar a defender o "não"; o apoio ao partido cresceu nas sondagens mas caiu após o referendo.
Nas eleições gerais de 2006, o SP passou de 9 para 25 deputados, tornando-se o terceiro maior partido no parlamento holandês; no entanto, nas eleições seguintes, em 2010, elegeu apenas 15 deputados, com 9,9% dos votos.

### Nome
O partido foi fundando como Partido Comunista dos Países Baixos / Marxista-Leninista em 1971. Em 1972 adoptou o nome Socialistiese Partij, com uma ortografia irregular (-iese em vez de -ische); em 1993 mudou para a versão mais regular Socialistische Partij.

## Ideologia e temas
O partido tem uma ideologia socialista, opondo-se à privatização dos serviços públicos, e é crítico da globalização.
O Partido Socialista tem um eleitorado de classe mais trabalhadora do que o PvdA e o Esquerda Verde.

## Resultados eleitorais

### Eleições legislativas

#### Segunda Câmara

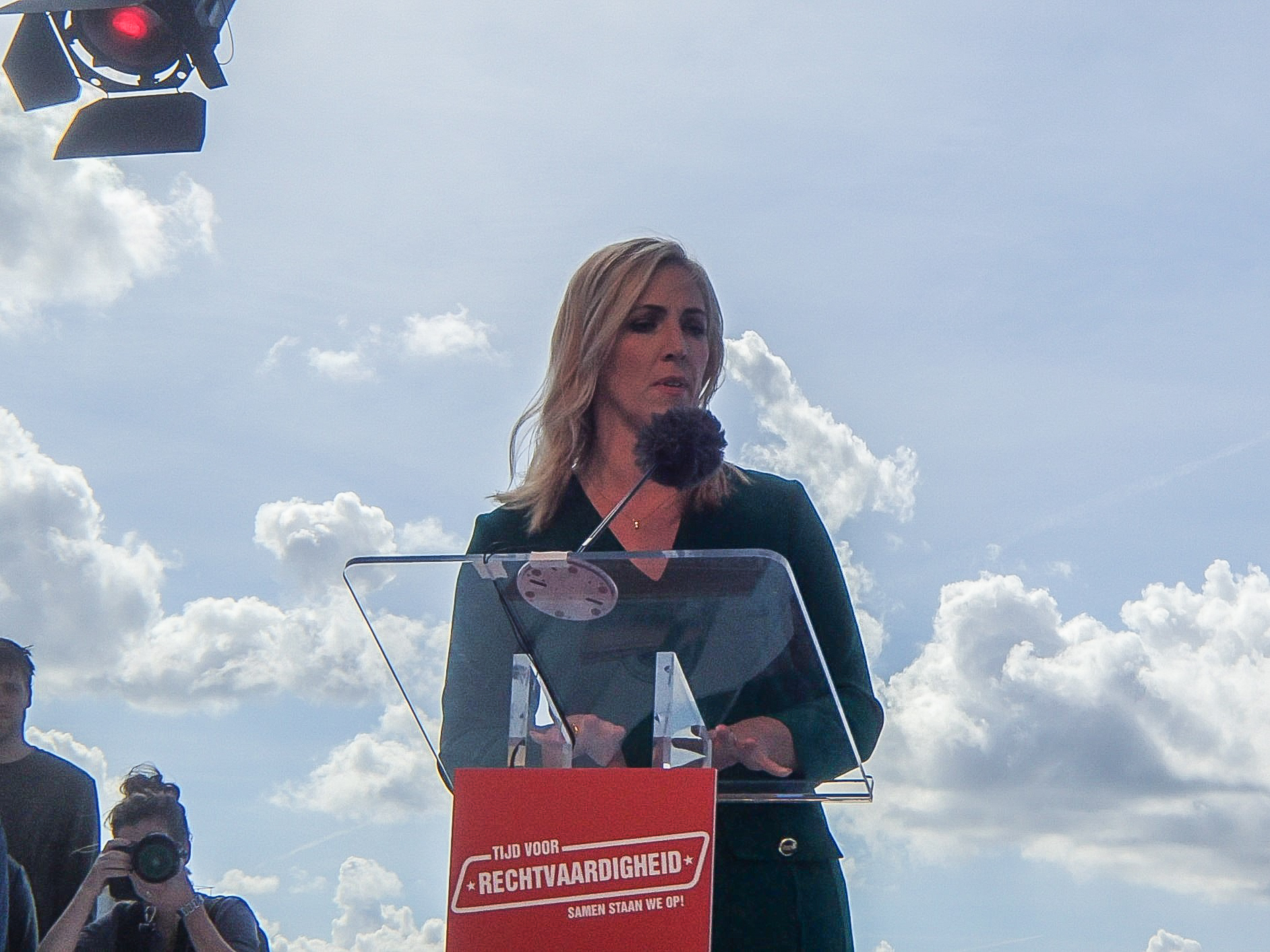
Lilian Marijnissen, líder do partido na Segunda Câmara.

| Data | Líder              | Cl.  | Votos     | %              | +/-   | Deputados | +/-     | Status            |
| ---- | ------------------ | ---- | --------- | -------------- | ----- | --------- | ------- | ----------------- |
| 1977 | Daan Monjé         | 15.º | 24 420    | 0,29 / 100,00  |       | 0 / 150   |         | Extra-parlamentar |
| 1981 | Daan Monjé         | 13.º | 30 357    | 0,35 / 100,00  | 0,06  | 0 / 150   | Estável | Extra-parlamentar |
| 1982 | Daan Monjé         | 13.º | 44 690    | 0,55 / 100,00  | 0,20  | 0 / 150   | Estável | Extra-parlamentar |
| 1986 | Daan Monjé         | 12.º | 31 983    | 0,35 / 100,00  | 0,20  | 0 / 150   | Estável | Extra-parlamentar |
| 1989 | Jan Marijnissen    | 10.º | 38 789    | 0,44 / 100,00  | 0,09  | 0 / 150   | Estável | Extra-parlamentar |
| 1994 | Jan Marijnissen    | 11.º | 118 738   | 1,32 / 100,00  | 0,88  | 2 / 150   | 2       | Oposição          |
| 1998 | Jan Marijnissen    | 7.º  | 303 703   | 3,53 / 100,00  | 2,21  | 5 / 150   | 3       | Oposição          |
| 2002 | Jan Marijnissen    | 6.º  | 560 447   | 5,90 / 100,00  | 2,37  | 9 / 150   | 4       | Oposição          |
| 2003 | Jan Marijnissen    | 4.º  | 609 723   | 6,32 / 100,00  | 0,42  | 9 / 150   | Estável | Oposição          |
| 2006 | Jan Marijnissen    | 3.º  | 1 630 803 | 16,58 / 100,00 | 10,36 | 25 / 150  | 16      | Oposição          |
| 2010 | Emile Roemer       | 5.º  | 924 696   | 9,82 / 100,00  | 6,86  | 15 / 150  | 10      | Oposição          |
| 2012 | Emile Roemer       | 4.º  | 909 853   | 9,65 / 100,00  | 0,17  | 15 / 150  | Estável | Oposição          |
| 2017 | Emile Roemer       | 6.º  | 955 633   | 9,09 / 100,00  | 0,56  | 14 / 150  | 1       | Oposição          |
| 2021 | Lilian Marijnissen | 5.º  | 617 445   | 6,02 / 100,00  | 3,07  | 9 / 150   | Estável | Oposição          |

#### Primeira Câmara

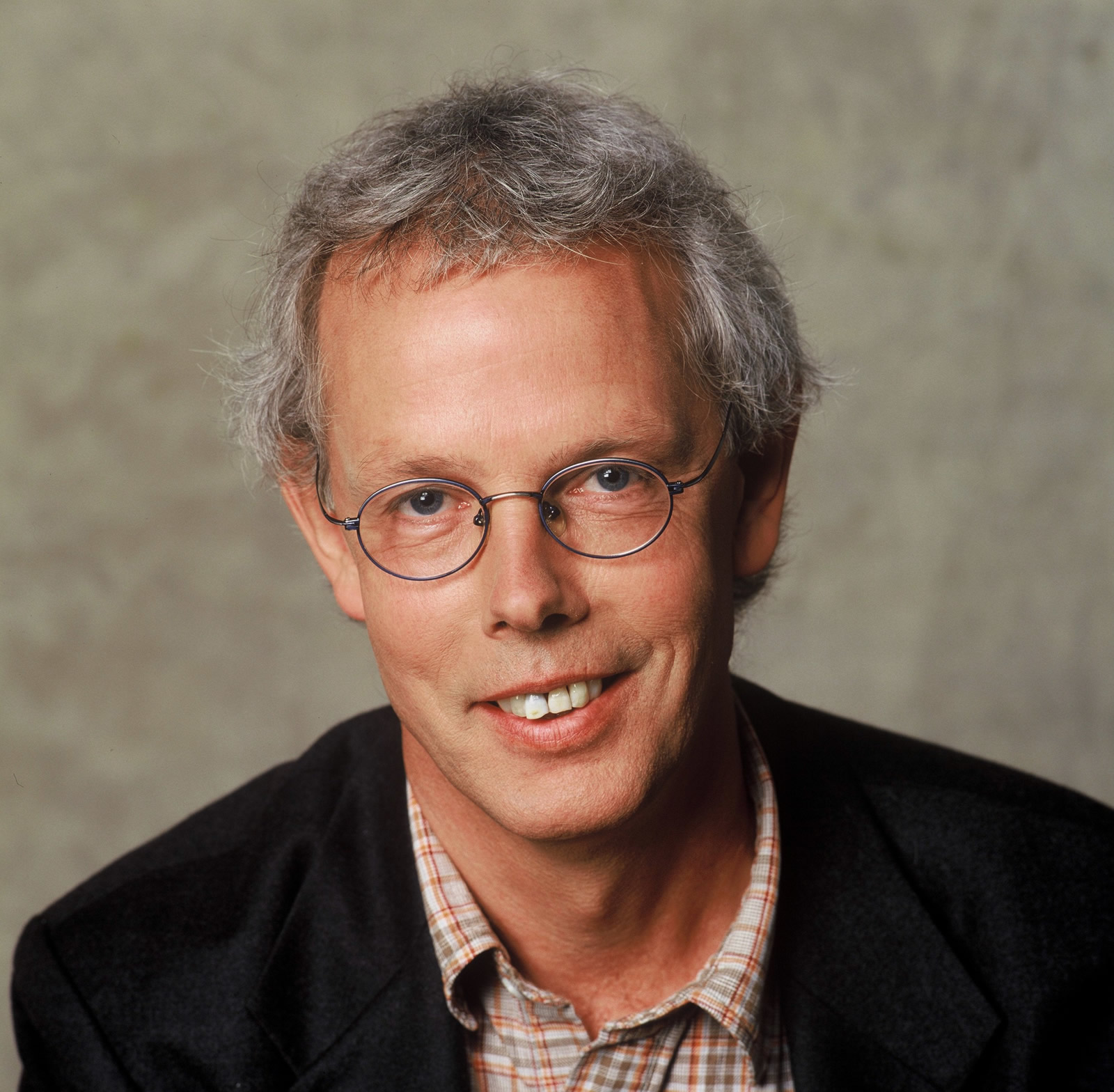
Tiny Kox, líder do partido na Primeira Câmara.

| Data | Líder      | Cl.  | Votos  | %              | +/-   | Deputados | +/-     |
| ---- | ---------- | ---- | ------ | -------------- | ----- | --------- | ------- |
| 1974 |            |      |        |                |       | 0 / 75    |         |
| 1977 |            |      |        |                |       | 0 / 75    | Estável |
| 1980 |            |      |        |                |       | 0 / 75    | Estável |
| 1981 |            |      |        |                |       | 0 / 75    | Estável |
| 1983 |            |      |        |                |       | 0 / 75    | Estável |
| 1986 |            |      |        |                |       | 0 / 75    | Estável |
| 1987 |            |      |        |                |       | 0 / 75    | Estável |
| 1991 |            | 9.º  | N/A    |                |       | 0 / 75    | Estável |
| 1995 | Jan de Wit | 10.º | N/A    |                |       | 1 / 75    | 1       |
| 1999 | Bob Ruers  | 7.º  | 4 801  | 3,0 / 100,00   |       | 2 / 75    | 1       |
| 2003 | Tiny Kox   | 5.º  | 8 551  | 5,29 / 100,00  | 2,29  | 4 / 75    | 2       |
| 2007 | Tiny Kox   | 4.º  | 25 231 | 15,47 / 100,00 | 10,18 | 12 / 75   | 8       |
| 2011 | Tiny Kox   | 5.º  | 17 187 | 10,35 / 100,00 | 5,12  | 8 / 75    | 4       |
| 2015 | Tiny Kox   | 5.º  | 20 038 | 11,85 / 100,00 | 1,50  | 9 / 75    | 1       |
| 2019 | Tiny Kox   | 8.º  | 10 179 | 5,88 / 100,00  | 5,97  | 4 / 75    | 5       |

### Eleições europeias

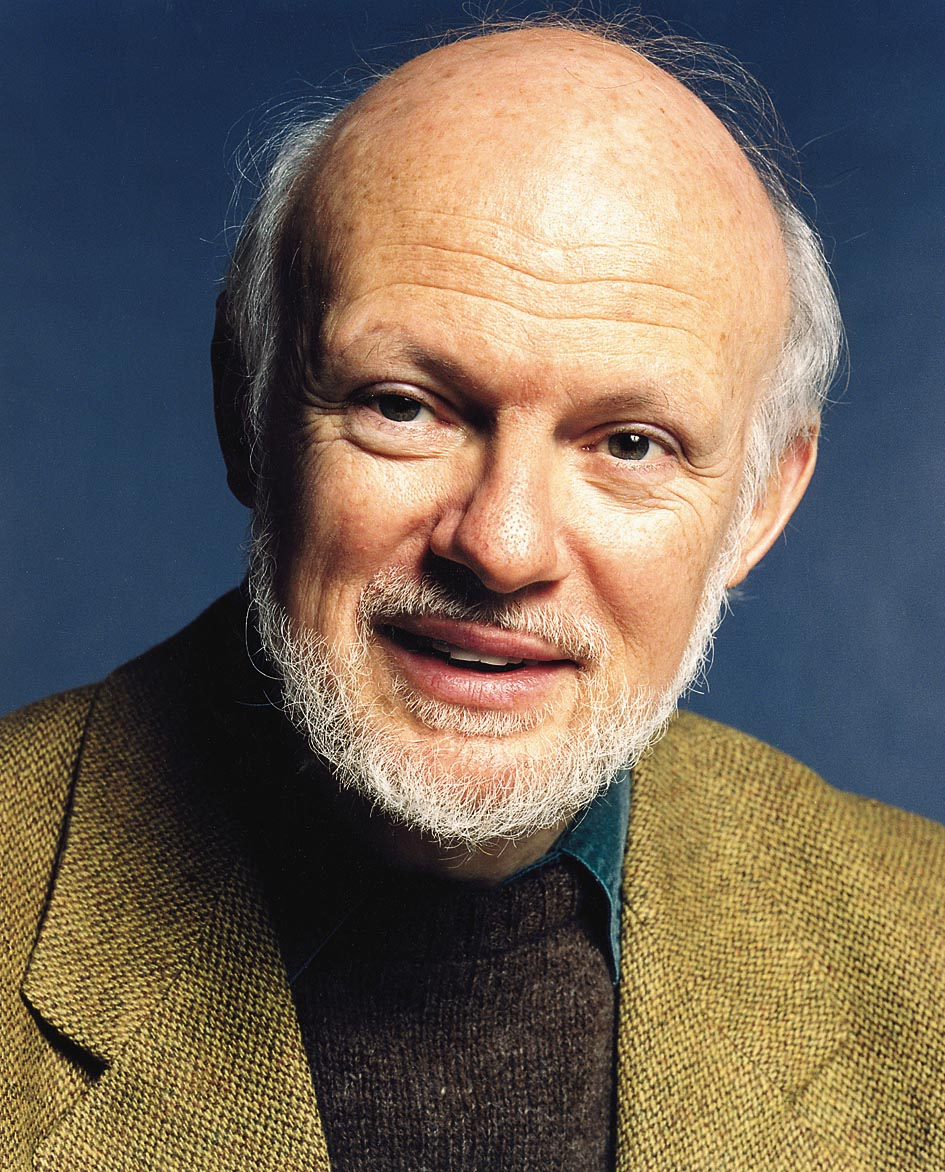
Erik Meijer, o primeiro deputado eleito pelo partido ao Parlamento Europeu.

| Data | Cabeça de lista | Cl.  | Votos   | %             | +/-  | Deputados | +/-     |
| ---- | --------------- | ---- | ------- | ------------- | ---- | --------- | ------- |
| 1989 | Remi Poppe      | 8.º  | 34 332  | 0,65 / 100,00 |      | 0 / 25    |         |
| 1994 | Tiny Kox        | 8.º  | 55 306  | 1,34 / 100,00 | 0,69 | 0 / 31    | Estável |
| 1999 | Erik Meijer     | 7.º  | 178 642 | 5,04 / 100,0  | 3,70 | 1 / 31    | 1       |
| 2004 | Erik Meijer     | 6.º  | 332 326 | 6,97 / 100,0  | 1,93 | 2 / 27    | 1       |
| 2009 | Dennis de Jong  | 7.º  | 323 269 | 7,10 / 100,0  | 0,13 | 2 / 25    | Estável |
| 2014 | Dennis de Jong  | 5.º  | 455 505 | 9,64 / 100,0  | 2,54 | 2 / 26    | Estável |
| 2019 | Arnout Hoekstra | 11.º | 185 224 | 3,37 / 100,0  | 6,27 | 0 / 26    | 2       |

### Eleições municipais
| Data | Cl. | Votos   | %             | +/-  | Lugares     | +/- |
| ---- | --- | ------- | ------------- | ---- | ----------- | --- |
| 1990 | 7.º | 79 417  | 1,37 / 100,00 |      |             |     |
| 1994 | 9.º | 153 230 | 2,02 / 100,00 | 0,65 |             |     |
| 1998 | 8.º | 228 901 | 3,28 / 100,00 | 1,26 |             |     |
| 2002 | 8.º | 180 698 | 2,81 / 100,00 | 0,47 | 139 / 8 809 |     |
| 2006 | 6.º | 392 512 | 5,68 / 100,00 | 2,87 | 332 / 8 854 | 193 |
| 2010 | 7.º | 271 956 | 4,13 / 100,00 | 1,55 | 249 / 8 654 | 83  |
| 2014 | 6.º | 441 626 | 6,60 / 100,00 | 2,47 | 440 / 8 454 | 191 |
| 2018 | 7.º | 301 600 | 4,44 / 100,00 | 2,16 | 285 / 7 886 | 155 |

## Organização
O SP tem mais de 50.000 membros e tem crescido consideravelmente desde a sua entrada no parlamento em 1994, fazendo dele o 3 maior partido em termos de número de militantes.

### Estrutura organizativa
O orgão supremo do SP é o conselho do partido, formado pelos lideres das organizações locais e pela direcção do partido, reunindo pelo menos quatro vezes por ano. A direcção do partido é eleita pelo congresso, composto por delegados das organizações municipais. O congresso decide a ordem dos candidatos para as eleições nacionais e europeias e tem a ultima palavra sobre o programa do partido.
O presidente oficial da direcção é Jan Marijnissen, que é também o líder do grupo parlamentar (nos Países Baixos é normal separar esses dois cargos). O verdadeiro líder da organização do partido é o secretário-geral. A direcção é também composta por membros eleitos regionalmente e nacionalmente, pelo líder da ala juvenil e pelo editor da revista do partido.
O SP é por vezes criticado pela sua orgazniação alegadamente hierárquica. Os críticos alegam que muitas coisas não são decididas no partido nacional, ou mesmo nas organizações locais, sem o consentimento do líder Jan Marijnissen.
O SP mantêm-se muito activo no protesto extra-parlamenter. Muitos dos seus militantes são activos em campanhas e grupos locais, frequentemnte grupos formalmente independentes dominados pelo SP, ou nos centros de vizinhança do SP.
A dada altura, dois grupos trotskistas tentaram operar de forma entrista no SP, o Offensief (alinhado com a Comitê por uma Internacional dos Trabalhadores) e os Internationale Socialisten (alinhados com a Tendência Socialista Internacional). OS IS foram expulsos com o argumento de dupla filiação, e os membros do Offensief foram expulsos, em fevereiro de 2009, com o argumento de serem um "partido dentro do partido". Membros do grupo Socialistische Alternatieve Politiek, alinhado com a Quarta Internacional (pós-reunificação), continuam a operar no SP.

### Organizações relacionadas
A ala juvenil é designada por ROOD, jong in de SP (em português: "Vermelho - juventude no SP"; a palavra ROOD é oficialmente escrita com letra maiúscula, embora não seja uma sigla). O SP publica mensalmente a revista Tribune (o nome de uma histórica revista comunista holandesa).